# Herbertus angustevittatus
Herbertus angustevittatus là một loài rêu tản trong họ Herbertaceae. Loài này được (Stephani) Fulford miêu tả khoa học lần đầu tiên năm 1962.